# Dimetilfosforamidocianidato de isopropila
Dimetilfosforamidocianidato de isopropila, é um composto organofosforado formulado em C6H13N2O2P.